# Skyjo
Le Skyjo [skiʒo] est un jeu de cartes d'origine allemande sorti en 2015. Il est imaginé par Alexander Bernhardt et est édité par sa propre maison d'édition, Magilano. En plus de l'allemand, le jeu est disponible en plusieurs langues dont le français.

## Règles du jeu

### But du jeu
Le but du jeu est de terminer la partie en ayant la plus petite valeur cumulée de ses douze cartes. Les douze cartes de chaque joueur sont initialement face cachée sur la table, le jeu consiste donc à tenter de se débarrasser des cartes à grosse valeur en les remplaçant progressivement par des plus petites cartes. Au fur et à mesure que le jeu progresse, de plus en plus de cartes sont révélées. Une manche se termine lorsque toutes les cartes d'un joueur sont retournées. La partie se termine lorsque l'un des joueurs atteint 100 points, c'est alors le perdant.

### Contenu du jeu
Le jeu se compose de 150 cartes de valeurs de –2 à +12.
La distribution des cartes de +1 à +12 est de dix fois chacune, le –1 apparaît également dix fois, tandis que le 0 apparaît quinze fois et que le –2 n'apparaît que cinq fois.

### Déroulement d'une partie
Au début d'une partie, les cartes sont mélangées et chaque joueur reçoit douze cartes qu'il dispose devant lui face cachée en quatre colonnes de trois cartes. Les cartes restantes forment une pioche face cachée qui est placée au milieu de la table, et la première carte de la pioche est placée face visible à côté comme pile de défausse.
Au début de la partie, chaque joueur retourne au hasard deux de ses cartes. En additionnant ces deux cartes, c'est le joueur ayant la plus grosse valeur cumulée qui doit commencer. Chaque joueur choisit ensuite, tour à tour, soit la première carte de la pioche (face cachée), soit la première carte de la défausse (face visible). S'il choisit la pioche, il la regarde et peut soit la défausser, soit l'échanger contre une de ses cartes (cachées ou visibles). S'il a choisi de la défausser, il doit révéler n'importe laquelle de ses cartes. Dans le cas de l'échange, la nouvelle carte doit être placée face visible dans son jeu et son ancienne carte est alors défaussée, face visible.
S'il choisit la carte de la défausse, elle doit être placée face visible dans son jeu à la place d'une carte de son jeu (face visible ou cachée), puis la carte remplacée est alors défaussée, face visible.
Si les trois même chiffres apparaissent dans une colonne, la colonne entière est supprimée du jeu, le joueur concerné a alors l'avantage de ne jouer qu'avec neuf cartes.
Une manche se joue jusqu'à ce qu'un joueur retourne sa dernière carte face cachée. Le joueur lance alors le dernier tour et tous les autres joueurs jouent à nouveau une fois. Après ce tour, tous les joueurs révèlent leurs cartes et additionnent la valeur de leurs cartes. Si le joueur qui a terminé la manche n'a pas le plus petit nombre de points, ses points sont comptés deux fois. Les points sont enregistrés et le tour suivant commence. Il faut continuer à jouer jusqu'à ce qu'un des joueurs atteigne les 100 points, ce qui signifie qu'il a perdu la partie.

## Réédition
En 2019, Magilano publie Skyjo Action, une réédition du Skyjo. Cette nouvelle version comporte des cartes spéciales et de nouvelles règles.

## Réception
En France, le jeu est globalement bien reçu. Il est parfois comparé au Uno.
En 2024, plus de 3 millions d'exemplaires du jeu s'étaient vendus en France. Cette année-là, le jeu est sur le podium des jeux les plus vendus en volume pour Noël.